# The Yngwie Malmsteen Collection
The Yngwie Malmsteen Collection prvi je kompilacijski album švedskog glazbenika, gitarista Yngwie Malmsteena koji je objavljen u studenom 1991. godine. Ovom kompilacijom obuhvaćen je period najboljih skladbi u vremenu dok je snimao za izdavačku kuću "Polydor".

## Popis pjesama
1. "Black Star"
2. "Far Beyond The Sun"
3. "I'll See The Light Tonight"
4. "You Don't Remember, I'll Never Forget"
5. "Liar"
6. "Queen In Love"
7. "Hold On"
8. "Heaven Tonight"
9. "Déjà Vu"
10. "Guitar Solo"
  - "Trilogy Suite Op: 5"
  - "Spasebo Blues"
11. "Spanish Castle Magic" (Jimi Hendrix)
12. "Judas"
13. "Making Love (Extended Guitar Solo)"
14. "Eclipse"

## Albumi obuhvaćeni u kompilaciji
- 1984 - Rising Force (Skladba 1, 2)
- 1985 - Marching Out (Skladba 3)
- 1986 - Trilogy (Skladba 4, 5, 6)
- 1988 - Odyssey (Skladba 7, 8, 9)
- 1989 - Trial by Fire (Skladba 10, 11)
- 1990 - Eclipse (Skladba 12, 13, 14)